# Lista de senhores de Carrión de los Céspedes
Esta Lista é composta por Senhores de Carrión de los Céspedes.
- Gonzalo de Céspedes, Senhor de Carrión de los Céspedes.
- Sancho Manuel(c. 1283 - ?), Senhor de Carrión de los Céspedes e Infantado.
- Pedro Céspedes, Senhor de Carrión de los Céspedes.
- Gonzalo de Céspedes, Senhor de Carrión de los Céspedes.
- Pedro de Céspedes, Senhor de Carrión de los Céspedes.
- Garcia de Céspedes, Senhor de Carrión de los Céspedes.
- Juan de Céspedes, Senhor de Carrión de los Céspedes.
- José de Céspedes, Senhor de Carrión de los Céspedes.